# دنيس ماير
دنيس ماير (بالإنجليزية: Dennis Meyer)‏ هو لاعب كرة قدم أمريكية أمريكي، ولد في 8 أبريل 1950 في جفرسون سيتي في الولايات المتحدة.